# Paraplotosus albilabris
Paraplotosus albilabris es una especie de peces de la familia Plotosidae en el orden de los Siluriformes.

## Morfología
• Los machos pueden llegar alcanzar los 134 cm de longitud total.

## Alimentación
Come moluscos gasterópodos y crustáceos.

## Hábitat
Es un pez de clima tropical y asociado a los  arrecifes de coral que vive entre 0 a 10 m de profundidad.

## Distribución geográfica
Se encuentra en el Índico y el oeste del Pacífico.

## Observaciones
- Parece ser que es nocturno.